# Temnoplectron finnigani
Temnoplectron finnigani là một loài bọ cánh cứng trong họ Bọ hung (Scarabaeidae).